# Richie Beirach
Richard Alan Beirach (Nueva York, 23 de mayo de 1947) es un pianista y compositor de jazz estadounidense.

## Primeros años de vida
Nació en la ciudad de Nueva York. Inicialmente estudió música clásica y jazz. Mientras aún asistía a la escuela secundaria, tomó lecciones del pianista Lennie Tristano. Beirach ingresó más tarde en el Berklee College of Music. Después de un año, dejó Berklee y comenzó a asistir a la Escuela de Música de Manhattan. Mientras estuvo allí, estudió con Ludmilla Ulehla. En 1972, se graduó de la Escuela de Música de Manhattan con una Maestría en Teoría y Composición Musical.

## Carrera
En 1972 empezó a trabajar con Stan Getz. También trabajó con Chet Baker. Ha mantenido una asociación musical continua con David Liebman desde finales de la década de 1960 hasta el presente en los grupos Lookout Farm y Quest. Además, Liebman y Beirach han actuado y grabado frecuentemente como dúo.
Varias de las composiciones, por ejemplo "Leaving" y "Elm", han llegado al repertorio estándar del jazz.

## Estilo de juego
Su estilo está influenciado por Art Tatum, Bill Evans, McCoy Tyner, Chick Corea y su formación clásica anterior. También es individualista con muchos toques propios.

## Discografía

### Como líder o colíder
| Año     | Título                                                               | Sello               | Notas |
| ------- | -------------------------------------------------------------------- | ------------------- | --- |
| 1974    | Eon                                                                  | ECM                 | Trío, con Frank Tusa (bajo), Jeff Williams (batería) |
| 1975    | Methuselah                                                           | Trío                | Trío, con Frank Tusa (bajo, electric bajo), Jeff Williams (batería)                                                                                                 |
| 1975    | Forgotten Fantasies                                                  | A&M Horizon         | Dúo, con Dave Liebman (tenor saxofón, soprano saxofón, echoplex, phase shifter, alto flauta)                                                                        |
| 1975    | Sunday Song                                                          | Trío                | Dúo, con Frank Tusa (bajo) |
| 1976    | Zal                                                                  | Trío                | One track solo de piano; tres pistas a dúo, con Yoshiaki Masuo (guitara); dos pistas a dúo con Terumasa Hino (flugelhorn, trompeta)                                 |
| 1976    | Leaving                                                              | Trío/Storyville     | Dúo, con Jeremy Steig (alto flauta, soprano flauta, bajo flauta, flautín)                                                                                           |
| 1977    | Hubris                                                               | ECM                 | Solo de piano |
| 1978    | Omerta                                                               | Trío/Storyville     | Dúo, con Dave Liebman (tenor saxofón, soprano saxofón, alto flauta)                                                                                                 |
| 1978    | Kahuna                                                               | Trío                | Una pista solo de piano; una pista a dúo, con Masahiko Togashi (percusión)                                                                                          |
| 1979    | Elm                                                                  | ECM                 | Trío, con George Mraz (bajo), Jack DeJohnette (batería) |
| 1981    | Elegy for Bill Evans                                                 | Palo Alto           | Trío, con George Mraz (bajo), Al Foster (batería) |
| 1981    | Rendezvous                                                           | IPI                 | Dúo, con George Mraz (bajo) |
| 1981    | Live in Tokyo: Solo Concert                                          | Break Time          | Solo de piano; en concierto; también relanzado por PJL como Complete Solo Concert 1981 con dos pistas extra                                                         |
| 1982    | Breathing of Statues                                                 | Magenta/CMP         | Solo de piano |
| 1983    | Continuum                                                            | Baybridge/Eastwind  | Solo de piano |
| 1984    | Ayers Rock                                                           | Polydor             | Trío, con Terumasa Hino (trompeta), Masahiko Togashi (percusión) |
| 1985    | Antarctica                                                           | Pathfinder          | Solo de piano |
| 1985    | Double Edge                                                          | Storyville          | Dúo, con Dave Liebman |
| 1985    | The Dúo: Live                                                        | Advance             | Dúo, con Dave Liebman |
| 1986    | Ballads                                                              | Sony Japan          | Solo de piano |
| 1987    | Ballads 2                                                            | Sony Japan          | Solo de piano |
| 1987?   | Water Lilies: Richie Beirach Plays Musical Portraits of Claude Monet | Sony Japan          | |
| 1987    | Emerald City                                                         | Pathfinder/Evidence | Dúo, con John Abercrombie (guitara synth) |
| 1987    | Common Heart                                                         | Owl                 | Solo de piano |
| 1989    | Some Other Time: A Tribute to Chet Baker                             | Triloka             | Con Randy Brecker (trompeta, flugelhorn), Michael Brecker (tenor saxofón), John Scofield (guitara), George Mraz (bajo), Adam Nussbaum (batería)                     |
| 1989?   | Chant                                                                | CMP                 | Dúo, con Dave Liebman |
| 1990    | Convergence                                                          | Triloka             | Dúo, con George Coleman (tenor saxofón, soprano saxofón) |
| 1990    | Inamorata                                                            | EAU                 | Solo de piano |
| 1990    | Self Portraits                                                       | CMP                 | Solo de piano |
| 1990–91 | Sunday Songs                                                         | Blue Note           | Solo de piano |
| 1991    | Themes and Impromptu Variations                                      | EAU                 | Solo de piano |
| 1992    | The Dúo Session                                                      | Nabel               | Dúo, con Laurie Antonioli (vocal) |
| 1992    | Richie Beirach at Maybeck                                            | Concord Jazz        | Solo de piano; in concert |
| 1992    | Too Grand                                                            | SteepleChase        | Dúo, con Andy LaVerne (piano) |
| 1993    | Universal Mind                                                       | SteepleChase        | Dúo, con Andy LaVerne (piano) |
| 1993    | Trust                                                                | Evidence            | Trío, con Dave Holland (bajo), Jack DeJohnette (batería) |
| 1994    | Solo Piano Recital: Live in Japan                                    | Label Les Jungle    | Solo de piano; in concert |
| 1996–97 | The Snow Leopard                                                     | Alfa/Evidence       | La mayoría de pistas en trío, con George Mraz (bajo), Billy Hart (batería); algunas pistas en cuarteto, con Gregor Huebner (violín)                                 |
| 1997    | Freedom Joy                                                          | Trial               | Dúo, con Masahiko Togashi (percusión) |
| 1998    | New York Rhapsody                                                    | Tokuma              | Dúo, con Gregor Huebner (violín) |
| 1999    | What Is This Thing Called Love?                                      | Venus               | Trío, con George Mraz, Billy Hart (batería) |
| 1999    | Round About Bartok                                                   | ACT                 | Trío, con George Mraz (bajo), Gregor Huebner (violín) |
| 2000    | Romantic Rhapsody                                                    | Venus               | Trío, con George Mraz, Billy Hart (batería) |
| 2001    | Round About Federico Mompou                                          | ACT                 | Trío, con George Mraz (bajo), Gregor Huebner (violín) |
| 2002    | Round About Monteverdi                                               | ACT                 | Trío, con George Mraz (bajo), Gregor Huebner (violín) |
| 2002    | No Borders                                                           | Venus               | La mayoría de las pistas en trío, con George Mraz, Billy Hart (batería); algunas pistas en cuarteto, con Gregor Huebner (violín)                                    |
| 2006    | Manhattan Reverie                                                    | Venus               | Trío, con George Mraz, Billy Hart (batería) |
| 2007    | Duality: The First Ten Years                                         | Niveau/Nuromusic    | Dúo, con Gregor Huebner (violín) |
| 2007    | Summer Night                                                         | Venus               | Trío, con George Mraz, Billy Hart (batería) |
| 2008?   | Crossing Over                                                        | Niveau              | Solo de piano |
| 2008    | Jazz Adagio                                                          | Venus               | Solo de piano |
| 2009    | Unspoken                                                             | Outnote             | Dúo, con Dave Liebman (tenor saxofón, soprano saxofón, flauta) |
| 2009    | Quest for Freedom                                                    | Sunnyside           | Con Dave Liebman (soprano saxofón, flauta), Frankfurt Radio Bigband                                                                                                 |
| 2010    | Knowinglee                                                           | Outnote             | Trío, con Lee Konitz (alto saxofón, soprano saxofón), Dave Liebman (tenor saxofón, soprano saxofón)                                                                 |
| 2010    | Impressions of Tokyo: Ancient City of the Future                     | Outnote             | Solo de piano |
| 2012    | Live at Birdland New York                                            | ACT                 | Quintet, con Gregor Huebner (violín), Randy Brecker (trompeta), George Mraz (bajo), Billy Hart (batería); in concert                                                |
| 2016/17 | Aftermath                                                            | Jazzline            | Quartet, con Dave Liebman (tenor saxofón, soprano saxofón, wooden flauta, c-flauta), Florian Van Volxem (buchla synthesizer), Leo Henrichs (modified tympani, gong) |
| 2017    | Gaia, The New Richie Beirach Trío                                    | Jazzsick            | Trío, con Regina Litvinova (keyboards), Christian Scheuber (batería)                                                                                                |
| 2018    | Empathy                                                              | Jazzline            | Dúo, con Dave Liebman (tenor saxofón, soprano saxofón) |
| 2019    | Lifelines                                                            | Jazzline            | Trío, con Dave Liebman (tenor saxofón, soprano saxofón), Jack DeJohnette (batería)                                                                                  |
| 2019    | Crossing Borders                                                     | Zoho                | Dúo, con Gregor Huebner (violín) con the WDR Big Band |
| 2019    | Live                                                                 | Jazzsick            | Quartet, con Reiner Witzel (alto & soprano saxofón), Joscha Oetz (bajo), Christian Scheuber (batería)                                                               |
| 2020    | Avala                                                                | Jazzsick            | Dúo, con Christian Scheuber (batería, percusión) |
| 2020    | Heart Of Darkness                                                    | Jazzline            | Solo de piano |
| 2022    | Leaving                                                              | Jazzline            | Solo de piano |

### Como un miembro
Quest
- Quest (Trío, 1982) – grabado en 1981
- Quest II (Storyville, 1986) - en vivo
- Midpoint: Quest III (Storyille, 1988)
- N.Y. Nites: Standards (PAN Music/NEC Avenue, 1988)
- Natural Selection (Pathfinder/NEC Avenue, 1988)
- Of One Mind (CMP, 1990)
- Redemption; Quest Live in Europe (Hatology, 2007) - en vivo
- Re-Dial - Live In Hamburg (Outnote, 2007) - en vivo
- Circular Dreaming (Enja, 2012) - grabado en 2011

### Como acompañante
Con George Adams
- Sound Suggestions (ECM, 1979)

Con John Abercrombie
- Arcade (ECM, 1978)
- Abercrombie Quartet (ECM, 1979)
- M (ECM, 1980)

Con John Scofield
- John Scofield Live (Enja, 1978)

Con Chet Baker
- You Can't Go Home Again (Horizon, 1977)
- The Best Thing for You (A&M, 1977 [1989])

Con Frank Tusa
- Father Time (Enja, 1975)

Con Dave Liebman
- First Visit (album) (Philips, 1973)
- Lookout Farm (ECM, 1973)
- Sweet Hands (Horizon, 1975)
- Light'n Up, Please! (Horizon, 1976)
- Pendulum (Artists House, 1978)
- Eternal Voices (Jazzline, 2019)

Con Jeremy Steig
- Temple of Birth (Columbia, 1975)
- Firefly (CTI, 1977)

Con Steve Davis
- Explorations and Impressions (Double-Time, 1997)

Con Laurie Antonioli
- The Dúo Session (Nabel, 2005)

Con el trío de Ron McClure
- Inspiration (Ken, 1991)

Con George Mraz
- Catching Up (1991)
- My Foolish Heart (1995)
- Jazz (1995)